# اتحادیه مغرب عربی
اتحادیه مغرب عربی (AMU) (به انگلیسی: Arab Maghreb Union) یک موافقتنامه تجاری است که با هدف یکپارچه سازی سیاسی و اقتصادی کشورهای عربی مغرب در شمال آفریقا برای سال‌های آتی ایجاد شد اعضای آن الجزیره، موریتانی، لیبی، مراکش و تونس هستنداین اتحادیه در رسیدن به اهداف خود و پیشرفت‌های ملموس ناتوان بوده‌است که به علت مخالفت‌های شدید سیاسی و اقتصادی میان مراکش و الجزیره به عنوان دو عضو شاخص این گروه در حوزه صحرای غربی بود آخرین نشست سطح بالای این گروه در ۳ ژوئیه ۲۰۰۸ انجام شد

## پیدایش
ایدهٔ تشکیل یک اتحادیه تجاری در مغرب به استقلال تونس و مراکش در ۱۹۵۱ بر می‌گردد با گذشت سی سال از این استقلال ۵ دولت مغربی یعنی الجزیره، لیبی، موریتانی و مراکش و تونس برای نخستین بار در ۱۹۸۸ گرد آمدنددر نهایت این اتحادیه در تاریخ ۱۷ فوریه ۱۹۸۹ پس از امضای اعضا در مراکش تأسیس شد در اساسنامه آن آمده‌است که این اتحادیه در صدد خواهد بود تا همکاری‌هارا با دیگر موسسات منطقه ای مشابه تضمین کند و عضو سازنده در جهت بهتر شدن مذاکرات بین‌المللی باشد و همچنین برای استقلال اعضا تأکید کرده و از دارایی‌های آنها محافظت می‌کند اهمیت استراتژیک این منطقه در حقیقت منابع عظیم فسفات، نفت و گاز بوده که در کنار مرکزیت انتقال به جنوب اروپا اهمیت می‌یابد در نتیجه موفقیت این اتحادیه از نظر اقتصادی حائز اهمیت است.

## سازمان
ریاست این اتحادیه به صورت غیر ثابت بوده و بین اعضا گردش می‌کند دبیرکل کنونی این اتحادیه در اختیار الطیب البکوش از تونس است. با وجود اینکه اتحادیه مغرب عربی دراصل حکم «اتحادیه آفریقای شمالی» را دارد ولی کشور مصر را به این اتحادیه دعوت نکرده‌است.

### اعضا
| Country  | Area (km²) | Population(millions, 2013) | GDP (PPP) per capita(Int$) | GDP (nominal)(billions US$) | 'HDI (201'4)   |
| الجزایر  | ۲٬۳۸۱٬۷۴۱  | ۳۹٫۲                       | ۱۳٬۸۸۸                     | ۱۷۷٫۵                       | 0.736 (high)   |
| لیبی     | ۱٬۷۵۹٬۵۴۰  | ۶٫۲                        | ۱۵٬۸۷۷                     | ۷۰٫۱                        | 0.724 (high)   |
| موریتانی | ۱٬۰۲۵٬۵۲۰  | ۳٫۹                        | ۴٬۳۱۴                      | ۵٫۱                         | 0.506 (low)    |
| مراکش    | ۷۱۰ ۸۵۰    | 33.8                       | ۷٬۸۱۳                      | ۱۴۵٫۰۸                      | 0.628 (medium) |
| تونس     | ۱۶۳٬۶۱۰    | ۱۱٫۰                       | ۱۱٬۳۴۱                     | ۴۸٫۶                        | 0.721 (high)   |
| AMU      | ۶٬۰۴۱٬۲۶۱  | ۹۳٫۳                       | ۱۱٬۱۷۱                     | ۴۱۸٫۴                       | ۰٫۶۶۳          |

طی شانزدهمین جلسه از نشست وزرای خارجه اتحادیه که در تاریخ ۱۲ نوامبر ۱۹۹۴ در الجزیره برگزار شد مصر درخواست خود را جهت پیوستن به گروه تقدیم کرد.

## عملیات
تنازع سنتی همواره در میان اعضای اتحادیه وجود داشته‌است برای مثال در ۱۹۹۴ الجزیره تصمیم گرفت تا محل دایمی اتحادیه را به لیبی تغییر دهد در نتیجه تنش‌های دیپلماتیک جزیره دیگر اعضا به خصوص مراکش و لیبی که اعضای آنها به‌طور مکرر از شرکت در نشست‌های اتحادیه درالجزیره امتناع می‌کردند، بود. مقامات الجزیره تصمیم خود را اینگونه توجیه کردند که این تصمیم مطابق اساسنامه اتحادیه اتخاذ شده‌است تا مقرر دائم به صورت سالیانه تغییر یابد الجزیره پذیرفت که مقر از تونس در ۱۹۹۴ خارج می‌شود اما در انتقال آن با موفقیت روبرو نشد زیرا تمام شرایط مورد نیاز برای انتقال و مطابق اساسنامه مهیا نبود پس از اعلام این تصمیم رهبر لیبی معمر قذافی اعلام کرد که در این زمان بهتر است که اتحادیه را «در فریزر» گذاشت. چنین بیانی پرسش‌ها را در خصوص موضع‌گیری در قبال اتحادیه برانگیخت نگرانی بر سر این بود که ممکن است لیبی تأثیر منفی بر رفتار سازمان بگذارداز این گذشته مناظره سنتی میان مراکش و الجزیره و نیز سؤال در خصوص حاکمیت صحرای غربی سبب به بن‌بست کشاندن نشستی از اوایل دهه ۱۹۹۰ گردید این بن‌بست‌ها علی‌رغم آنکه به تلاش‌های زیادی برای احیای فرایند سیاسی اتحادیه صورت گرفت صحرای غربی به عنوان عضو پیشین مستعمرات اسپانیا در جنوب مراکز توسط پادشاهی مراکش باز ادغام گردید اما بعدها به عنوان جمهوری دموکراتیک عربی صحرا اعلام استقلال نمود آخرین کنفرانسی که در سطح مقامات در اواسط ۲۰۰۵ برگزار شد توسط مراکش پس زده شد زیرا الجزیره به صورت علنی حمایت خود را از استقلال صحرا را اعلام داشت لازم است ذکر شود که از الجزیره همواره از جنبش آزادیبخش جبهه پلیساریا حمایت کرده‌است.
تلاشهای بسیاری از جانب سازمان ملل برای حل مشکل صحرای غربی انجام داده‌است در اواسط ۲۰۰۳ نماینده شخصی دبیرکل سازمان ملل جیمز بیکر طرحی را برای حل این مشکل ارائه داد که بهتره شماره ۲بیکر شناخته می‌شود پیشنهاد سازمان ملل متحد بعداً توسط مراکش رد و سپس توسط جمهوری دموکراتیک عربی صحرا پذیرفته شد.
تمام تلاش‌های دو جانبه نتایج اندکی را در پی داشت زیرا مراکش همواره هرگونه اجماع در خصوص استقلال صحرای غربی را رد می‌کند در حالی که الجزیره همواره حمایت خود را از جمهوری دموکراتیک اعلام کرده‌است از این گذشته تنش میان لیبی دوران قذافی و کشور موریتانی بر پیچیدگی‌های اتحادیه افزوده‌است موریتانی سرویس اطلاعاتی لیبی را در دست داشتن و کودتای ۲۰۰۳ علیه رئیس‌جمهور معاویه ولد سید احمد طالیع بین متهم کرده‌است اتهاماتی که لیبی آن را رد می‌کند.